# Marieke Keijser
Marieke Keijser (Róterdam, 21 de enero de 1997) es una deportista neerlandesa que compite en remo.
Participó en los Juegos Olímpicos de Tokio 2020, obteniendo una medalla de bronce en la prueba de doble scull ligero.
Ganó tres medallas en el Campeonato Mundial de Remo entre los años 2017 y 2019, y cinco medallas en el Campeonato Europeo de Remo entre los años 2017 y 2021.

## Palmarés internacional
| Juegos Olímpicos   | Juegos Olímpicos          | Juegos Olímpicos  | Juegos Olímpicos        |
| Año                | Lugar                     | Medalla           | Prueba                  |
| ------------------ | ------------------------- | ----------------- | ----------------------- |
| 2020               | Tokio (Japón)             | Medalla de bronce | Doble scull ligero      |
| Campeonato Mundial |                           |                   |                         |
| Año                | Lugar                     | Medalla           | Prueba                  |
| 2017               | Sarasota (Estados Unidos) | Medalla de plata  | Scull individual ligero |
| 2018               | Plovdiv (Bulgaria)        | Medalla de bronce | Doble scull ligero      |
| 2019               | Ottensheim (Austria)      | Medalla de plata  | Doble scull ligero      |
| Campeonato Europeo |                           |                   |                         |
| Año                | Lugar                     | Medalla           | Prueba                  |
| 2017               | Račice (República Checa)  | Medalla de plata  | Doble scull ligero      |
| 2018               | Glasgow (Reino Unido)     | Medalla de oro    | Doble scull ligero      |
| 2019               | Lucerna (Suiza)           | Medalla de bronce | Scull individual ligero |
| 2020               | Poznań (Polonia)          | Medalla de oro    | Doble scull ligero      |
| 2021               | Varese (Italia)           | Medalla de bronce | Doble scull ligero      |